# Platymiscium dimorphandrum
Platymiscium dimorphandrum är en ärtväxtart som beskrevs av John Donnell Smith. Platymiscium dimorphandrum ingår i släktet Platymiscium och familjen ärtväxter. IUCN kategoriserar arten globalt som livskraftig. Inga underarter finns listade i Catalogue of Life.

## Bildgalleri